# Sebastián Alejandro Arrieta
Sebastián Alejandro Arrieta (Añatuya, Provincia de Santiago del Estero, Argentina; 31 de octubre de 1985) es un futbolista argentino. Juega como mediocampista ofensivo o enganche, aunque también puede desempeñarse como delantero, y su primer equipo fue Instituto de Córdoba. Actualmente milita en Deportivo Colón de la Liga Regional Colón.

## Clubes
| Club                 | País      | Año       |
| -------------------- | --------- | --------- |
| Instituto de Córdoba | Argentina | 2004-2006 |
| Newell's Old Boys    | Argentina | 2006-2007 |
| Racing               | Argentina | 2007-2008 |
| Unión de Santa Fe    | Argentina | 2009      |
| Atlético Rafaela     | Argentina | 2010      |
| Instituto de Córdoba | Argentina | 2010-2011 |
| Asociación Luque     | Argentina | 2012-2013 |
| Deportivo Colón      | Argentina | 2014-?    |